# Shooting the messenger

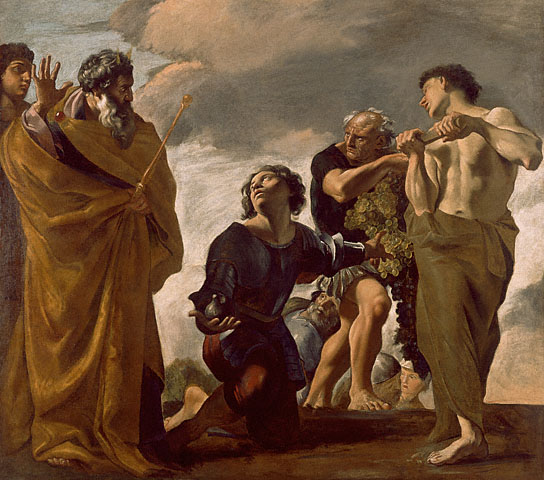
Moses en de Boodschappers van Kanaän (geschilderd door Giovanni Lanfranco)

Shooting the messenger, in het Nederlands schieten op de boodschapper of schieten van de boodschapper, is het uithalen naar de (onschuldige) brenger van slecht nieuws.
In vroeger tijden werden boodschappen vaak overgebracht door een gezant. Soms, bijvoorbeeld tijdens een oorlog, was die boodschapper van het vijandelijke kamp en kon een verbitterde strijder zijn woede gemakkelijker botvieren op de brenger van de onwelkome boodschap in plaats van op de auteur van de boodschap. 

## Oorsprong van het concept
Het advies "Don't shoot the messenger" werd voor het eerst gebezigd (vrij zijdelings) door William Shakespeare in Henry IV, Part 2 uit 1598 en in Antony and Cleopatra: als haar verteld wordt dat Marcus Antonius met een ander getrouwd is, dreigt Cleopatra de ogen van de boodschapper als ballen te gebruiken, wat de reactie uitlokt: 'genadige mevrouw, ik breng wel het nieuws maar sloot niet het huwelijk'. Lang daarvoor werd door Sophocles een soortgelijke uitdrukking in Antigone gebruikt: "Niemand houdt van de boodschapper die slecht nieuws brengt".
In het werk Levens van Plutarchus wordt het als volgt verwoord: "De eerste boodschapper die de komst van Lucullus aankondigde, werd als zo ver van aangenaam ervaren door Tigranes dat hij zijn hoofd liet afhakken voor zijn pijnen; en omdat niemand het aandurfde om verdere informatie te brengen, zat Tigranes zonder enige berichtgeving, terwijl de oorlog al hevig om hem heen woedde, waarbij hij alleen oor had voor degenen die hem vleiden...".
Een analogie van de frase kan afkomstig zijn van de overschrijding van een onzichtbare gedragscode in tijden van oorlog, waarbij van een bevelhebber werd verwacht de afgezanten of diplomatieke gezanten ongedeerd te ontvangen en terug te sturen. Tijdens de Periode van de Strijdende Staten in China voorkwam het concept van ridderlijkheid en deugd de executies van boodschappers die door tegenstanders gezonden waren.
De term is ook van toepassing op een stadsomroeper, een officier van de rechtbank die publieke uitspraken bekendmaakt in de naam van de regerende monarch. Hierin was slecht nieuws vaak inbegrepen, zoals belastingverhogingen. Het kwetsen van de stadsomroeper werd beschouwd als landverraad.

## Freud en defensie
Freud beschouwde het aanvallen van de boodschapper als een 'marginaal geval van dit soort verdediging ... van het afweren van wat is schrijnend of ondraaglijk' - onder verwijzing naar het voorbeeld van 'de beroemde klaagzang van de Spaanse Moor Ay mi de Alhama, die vertelde hoe koning Boabdil het nieuws ontving van de val van zijn stad Alhama. Hij ervaart dit verlies als het einde van zijn heerschappij. Maar hij zal niet 'laat het waar worden "...." Hij gooide de brieven in het vuur en doodde de boodschapper"'.
Freud voegde eraan toe dat 'een verdere beslissende factor van dit gedrag van de koning zijn behoefte was een gevoel van machteloosheid te bestrijden. Door het verbranden van de brieven en de boodschapper te vermoorden was hij nog steeds bezig om zijn absolute macht te tonen'.

## Huidige toepassing
Een moderne versie van een aanval op de boodschapper kan worden gezien wanneer mensen de media de schuld geven van slecht nieuws over een favoriete onderwerp, het weer, een persoon, organisatie, enz. Het blijft een feit dat het 'schieten op de boodschapper een aloude emotionele reactie is op onwelkom nieuws, maar het niet een zeer effectieve methode is om goed geïnformeerd te blijven'.
Het wegwerken van de boodschapper kan ook een tactische zet zijn, maar het gevaar is dat een ethos van het weigeren van de bekendmaking gevolgd kan worden door een vijandige reactie of negatieve feedback. Barbara Ehrenreich betoogt in Bright-sided/Smile dat een cultuur van "positief denken" 'om op die manier negatieve mensen uit de gelederen te 'zuiveren' ... [de] kredietcrisis van 2007-2010 [voedde]'.
Ook het klokkenluiden van de organisatie WikiLeaks leidde tot oproepen niet op de boodschapper te schieten.

## Verwante uitdrukkingen
Een syntactisch soortgelijke uitdrukking is "Don't shoot the piano player; he's doing the best he can", (schiet niet op de pianist, hij doet zijn best). 
Deze uitdrukking ontstond rond 1860 in het Wilde Westen van de Verenigde Staten. Oscar Wilde zag het in 1883 als mededeling in een saloon in Leadville. Deze zin (zoals vele geestig bedoelde uitdrukkingen uit die tijd) wordt soms toegeschreven aan Mark Twain, maar noch Wilde, noch Twain heeft ooit het auteurschap opgeëist.